# Quint Cecili Metel Pius Escipió
Quint Cecili Metel Pius Escipió (en llatí Quintus Caecilius Q. F. Metellus Pius Scipio) va ser un magistrat romà i comandant militar de la República Romana. Durant la guerra civil entre Juli Cèsar i Gneu Pompeu Magne, va donar suport a la facció conservadora del Senat, liderada per aquest darrer. Com a militar, va liderar tropes contra Cèsar, principalment a les batalles de Farsàlia i Tapsos, on va ser derrotat. Finalment es va suïcidar.

## Connexions familiars i nom
Era fill adoptiu de Publi Corneli Escipió Nasica (pretor) i de Licínia (filla de l'orador Luci Licini Cras) i net per adopció de Publi Corneli Escipió Nasica (cònsol 111 aC) i de Cecília (filla de Metel Macedònic). El seu nom legal segons un senatusconsultum, és el que s'ha indicat, però és anomenat d'altres formes. Malgrat l'adopció, Quint va mantenir el nom d'Escipió per la seva rellevància en la història de Roma.
Es va casar amb Aemilia Lèpida, filla de Mamerc Emili Lèpid Livià, cònsol el 77 aC. Aemilia tenia com a segon pretendent a Cató el Jove.
La parella tingué un fill que va morir quan tenia 18 anys. La seva filla més reconeguda fou Cornèlia Metella, a qui van casar primerament amb Publi Licini Cras, fill de Cras, però quan aquest va morir juntament amb el seu pare a la batalla de Carrhae, Escipió la va casar amb Gneu Pompeu Magne, 30 més gran que la noia. Pompeu acabava d'enviudar de Júlia, filla de Cèsar. Amb aquest matrimoni, doncs, es donava per acabada l'aliança entre Cèsar i Pompeu i aquest passava a liderar la facció conservadora del Senat, l'Optimat.

## Vida política
Apareix per primer cop el 63 aC quan va donar informació a Ciceró sobre la conspiració de Catilina. L'any 60 aC va ser elegit tribú de la plebs i acusat de suborn en l'elecció pel candidat derrotat, Marc Favoni, va ser defensat per Ciceró. El 59 aC va exercir com a tribú del poble i va ser membre del col·legi de pontífexs. El 57 aC va celebrar jocs de gladiadors en honor del seu pare difunt, Quint Cecili Metel Pius.
L'any 53 aC va ser candidat al consolat, sent altres candidats Plauci Hipseu i Miló, i va tenir el suport de Publi Clodi. Es van produir seriosos disturbis als carrers durant l'elecció, en bona part fomentats per Pompeu que volia ser nomenat dictador romà i disposar de poder per esclafar a Juli Cèsar. Els comicis no van poder elegir als cònsols. Assassinat Clodi al començament del 52 aC el senat va consentir el nomenament de Pompeu com a cònsol únic (febrer del 52 aC).
Una mica després Metel Escipió i Hipseu van ser acusats de suborn als comicis, però només Hipseu va ser condemnat. L'1 d'agost del 52 aC Pompeu va fer a Pius Escipió el seu col·lega al consolat i aquest el va ajudar a reforçar el seu poder contra Cèsar. Pompeu va entrar llavors al partit aristocràtic al qual pertanyia Pius Escipió.
Una de les primeres lleis que va fer aprovar va ser la que restaurava el poder dels censors, del que n'havien estat privats per Clodi, amb la intenció d'expulsar del senat als partidaris de Cèsar. El 51 aC va proposar al senat la recuperació pel senat de la Gàl·lia, gest que va ser considerat una declaració contra Cèsar. El gener del 49 aC va donar suport al cònsol Luci Corneli Lèntul quan va proposar que Cèsar fes renúncia del seu exèrcit o seria declarat enemic de l'estat, proposat vetada pels tribuns Marc Antoni i Quint Cassi. També va proposar l'obertura d'hostilitats sense escoltar les propostes de pau, de manera que els dos tribuns van fugir de la ciutat i Cèsar va agafar les armes i poc després va creuar el Rubicó.

## Guerra Civil
Davant de l'avanç de Cèsar, el senat va repartir les províncies fidels i a Pius Escipió li va correspondre Síria, de la que va agafar immediata possessió. La seva administració (49 aC a 48 aC i nominalment fins al 47 aC) és pintada de manera fosca per Cèsar que diu que va assolir el títol honorífic de "imperator", va augmentar les taxes i va fer nombroses exaccions. Durant el seu mandat, va condemnar a mort a Alexandre Asmoneu. Després va passar l'hivern a Pèrgam deixant la seva província sense protecció davant de possibles atacs dels parts.
El 48 aC s'estava preparant per saquejar el temple de Diana a Efes, quan va ser cridat per Pompeu, ja que Cèsar havia creuat a Grècia. Cèsar va enviar a Domici Calví a Macedònia i a Luci Cassi Longí a Tessàlia, per oposar-se a les forces de Pius Escipió i segons Cèsar no hi va haver enfrontament encara que d'altres escriptors diuen que si. Pius Escipió no es va poder unir a Pompeu fins que la victòria d'aquest a la batalla de Dirràquium (48 aC) va obligar a Calví a unir-se al seu cap. Llavors Pius va entrar a Larisa i tot seguit es va reunir amb Pompeu. Els caps aristocràtics, segurs de la victòria, es van començar a barallar pel repartiment dels càrrecs, però la seva derrota a la batalla de Farsàlia va posar fi a aquestes expectatives. En aquesta batalla Pius Escipió dirigia el centre dels pompeians.
Després de la batalla va fugir a Còrcira i després a Àfrica. Per influència de Cató va obtenir el comandament suprem per ser de rang consular, per damunt de Publi Atti Var. Pius Escipió volia destruir Útica per acontentar al rei Juba I de Numídia, però Cató va aconseguir impedir-ho. La seva conducta a Àfrica va ser opressiva, d'una manera similar a com ho havia fet a Síria, i va saquejar i deixar assolat el país. El desembre del 47 aC Cèsar va desembarcar i l'abril del 46 aC va derrotar a Juba i Pius Escipió a la decisiva batalla de Tapsos.

## Mort
Pius va fugir per mar cap a Útica i després cap a Hispània, però els vents contraris el van obligar a recalar a Hippo Regius on es va trobar amb la flota de Publi Sitti, partidari de Cèsar. Veient-se sense escapatòria, es va clavar un punyal i es va tirar a l'aigua.